# Järlåsa landskommun
Järlåsa landskommun var en tidigare kommun i Uppsala län. 

## Administrativ historik
Kommunen inrättades i Järlåsa socken i Hagunda härad i Uppland när 1862 års kommunalförordningar trädde i kraft 1863. 
Vid kommunreformen 1952 gick den upp i Norra Hagunda landskommun, som 1971 uppgick i Uppsala kommun. 

## Politik

### Mandatfördelning i Järlåsa landskommun 1938-1946
| 5 | 5 | 3 | 2 |

| 15 |

| 6 | 6 | 3 |

| 15 |

| 6 | 6 | 3 |

| 15 |